# Hal Kemp
Hal Kemp (Marion, 27 maart 1904 - Madera, 21 december 1940) was een Amerikaanse jazzmuzikant (altsaxofoon, klarinet), arrangeur, componist en orkestleider. Hij kon ook trompet en piano spelen.

## Geschiedenis
Kemp, die al op de highschool een band had (The Merrymakers), richtte vanaf 1922 zijn jazzband Carolina Club Orchestra op als student aan de universiteit van North Carolina, waarmee hij ook opnam voor Okeh Records en tijdens de zomer door Europa toerde. In 1927 vertrouwde hij de leiding van de band toe aan zijn medestudent Kay Kyser (die ook zeer populair werd in films) en richtte in New York een professionele band op met John Scott Trotter (zijn arrangeur), Saxie Dowell en de zanger/drummer Skinnay Ennis, met wie hij al aan de universiteit een sextet had, en zo nu en dan de trompettisten Bunny Berigan en Jack Purvis en Trotter deed de arrangementen. De impresario Fred Waring haalde hen naar New York naar het Strand Roof. Hun doorbraak hadden ze echter pas in 1932 met hun engagement in het Blackhawk Cafe in Chicago, dat landelijk werd uitgezonden door de radiozender WGN. Hun Sweet Sound met gedempte trompetten en megafoon-versterkte klarinetten maakte de band tijdens de jaren 1930 zeer populair. Hun themasong was How I’ll Miss You When Summer Is Gone. Ze traden in de loop van de jaren 1930 op in onder andere het New Yorkse Waldorf-Astoria Hotel en het Palmer House in Chicago.
Ze hadden weliswaar geen uitspringende muzikanten (slechts Kemp en Trotter konden noten lezen), hetgeen echter door de bekwame arrangementen van Trotter werd gecompenseerd (door de door hem ingevoegde staccato's voor de trompetten, die slecht de toon konden houden en als typmachines klonken, volgens Johnny Mercer). Ze toerden vaak door Europa, waar de prins van Wales tot hun fans behoorde. Toen Trotter en andere opvallende muzikanten als Skinnay Ennis de band verlieten, raakte deze de kenmerkende sound en een deel van haar populariteit kwijt.
Na Kemps overlijden in 1940 leidde Bob Allen aanvankelijk de band verder, maar deze werd in 1941 overgenomen door Art Jarrett. Postuum had Kemp aan het begin van 1941 de hit It All Comes Back To Me Now, die een 5e plaats bereikte in de Amerikaans hitlijst.

## Overlijden
Na een gastoptreden in het Mark Hopkins Hotel in San Francisco werd Kemp in San Joaquin Valley door een tegemoetkomende auto frontaal geramd. Hij overleed in december 1940 op 36-jarige leeftijd aan de gevolgen van longletsel en een longontsteking.
- Bibliothèque nationale de France: cb13895931s (data)
- Gemeinsame Normdatei: 119124173
- International Standard Name Identifier: 0000 0000 7363 8604
- Library of Congress Control Number: n81139251
- MusicBrainz: c939c494-c8e2-4b8b-ab18-21b0166d4823
- Nederlandse Thesaurus van Auteursnamen: 322814057
- SNAC: w6dz18fq
- Système universitaire de documentation: 156480042
- Virtual International Authority File: 5118008
- WorldCat: E39PBJtmB8WKB9rgjCy6yRhT73